# Simulium pandanophilum
Simulium pandanophilum es una especie de insecto del género Simulium, familia Simuliidae, orden Diptera.
Fue descrita científicamente por Kruger, Nurmi & Garms, 1998.